# پدرو رودریگز (راننده مسابقه)
پدرو رودریگز دِلا وِگا (اسپانیایی: Pedro Rodríguez de la Vega‎؛ زادهٔ ۱۸ ژانویهٔ ۱۹۴۰ در مکزیکو سیتی، درگذشتهٔ ۱۱ ژوئیهٔ ۱۹۷۱ در نورنبرگ) رانندهٔ مسابقات اتومبیل‌رانی اهل مکزیک بود که از فصل ۱۹۶۳ تا ۱۹۷۱ در مجموع در ۵۴ گراند پری از مسابقات جهانی فرمول یک شرکت کرد.
او در طول دوران فعالیت خود در فرمول یک در ۱ مسابقه موفق شد سریع‌ترین زمان طی یک دور پیست را به نام خود ثبت کند. او در این مسابقات ۷ بار بر روی سکو رفت، مجموعاً ۲ بار به پیروزی دست یافت و ۷۱ امتیاز را نیز به نام خود به‌ثبت رساند.
رودریگز در ۱۱ ژوئیهٔ ۱۹۷۱ بر اثر تصادف رانندگی به‌هنگام مسابقه در نورنبرگ درگذشت.